# Magyar Filmdíj a legjobb női főszereplőnek (tévéfilm)
A Magyar Filmdíj a legjobb női főszereplőnek (tévéfilm) elismerés a 2014-ben alapított Magyar Filmdíjak egyike, amelyet 2017. óta ítélnek oda a Magyar Filmakadémia (MFA) tagjainak szavazata alapján egy-egy év magyar tévéfilmtermése legjobbnak ítélt színésznőjének.
A díjra történő jelölés nem automatikus; arra azon tévéfilmekben főszerepet játszó művészek jöhetnek számításba, amelyeket beneveztek a „legjobb tévéfilm” kategóriába. Nevezni az előző év január 1. és december 31. között televíziós sugárzásra került vagy kerülő (szándéknyilatkozattal rendelkező) egész estés filmalkotást lehet.
A Filmakadémia 2018-as közgyűlése megváltoztatta a jelölés és kiválasztás rendszerét. 2018-ig a Filmakadémia színész szekciójának tagjai január 1-je és 31-e között megnézték a benevezett televíziós játékfilmeket, titkos szavazással választották ki saját szakmájuk négy jelöltjét, akik felkerülnek a jelöltek listájára. A február 1-jén nyilvánosságra hozott listán szereplő alkotásokat a Magyar Filmhét műsorára tűzték. A második körben az Akadémia tagjai e szűkített listáról választották ki egy újabb titkos szavazás során az elismerésre érdemesnek tartott személyt.
2019-től az összes Filmhétre, illetve Filmdíjra benevezett tévéfilmet megtekintik a televíziós tagozathoz tartozó akadémiai tagok, s főszereplőik közül egykörös titkos szavazással választják ki a nyertest.
Az ünnepélyes díjátadóra Budapesten, a Magyar Filmhetet lezáró televíziós gálán kerül sor minden év elején.

## Díjak és jelölések
A nyertesek a táblázat első sorában, félkövérrel vannak jelölve.
| Év (Gála) | Díjazottak és jelöltek | Megjegyzés |
| --------- | --- | ---------- |
| 2017 (2.) | - Kerekes Vica – Tranzitidő - Bánovits Vivianne – A fekete bojtár - Holecskó Orsolya – Memo                                                                      | [ * 1 ]    |
| 2018 (3.) | - Sztarenki Dóra – Árulók - Balla Eszter – Egy szerelem gasztronómiája - Danis Lídia – Csandra szekere - Dobos Kata – Utolsó adás - Tenki Réka – Csandra szekere |            |
| 2019 (4.) | - Szávai Viktória – A színésznő - Bordán Lili – Curtiz - Hámori Gabriella – Trezor - Kováts Adél – A merénylet - Tarpai Viktória – A Sátán fattya                | [ * 2 ]    |
| 2020 (5.) | - Sodró Eliza – Foglyok - Gera Marina – Nino bárkája - Illés-Nagy Maja – Egy másik életben - Nemes Wanda – Házasságtörés                                         | [ * 3 ]    |